# Thyrsites atun

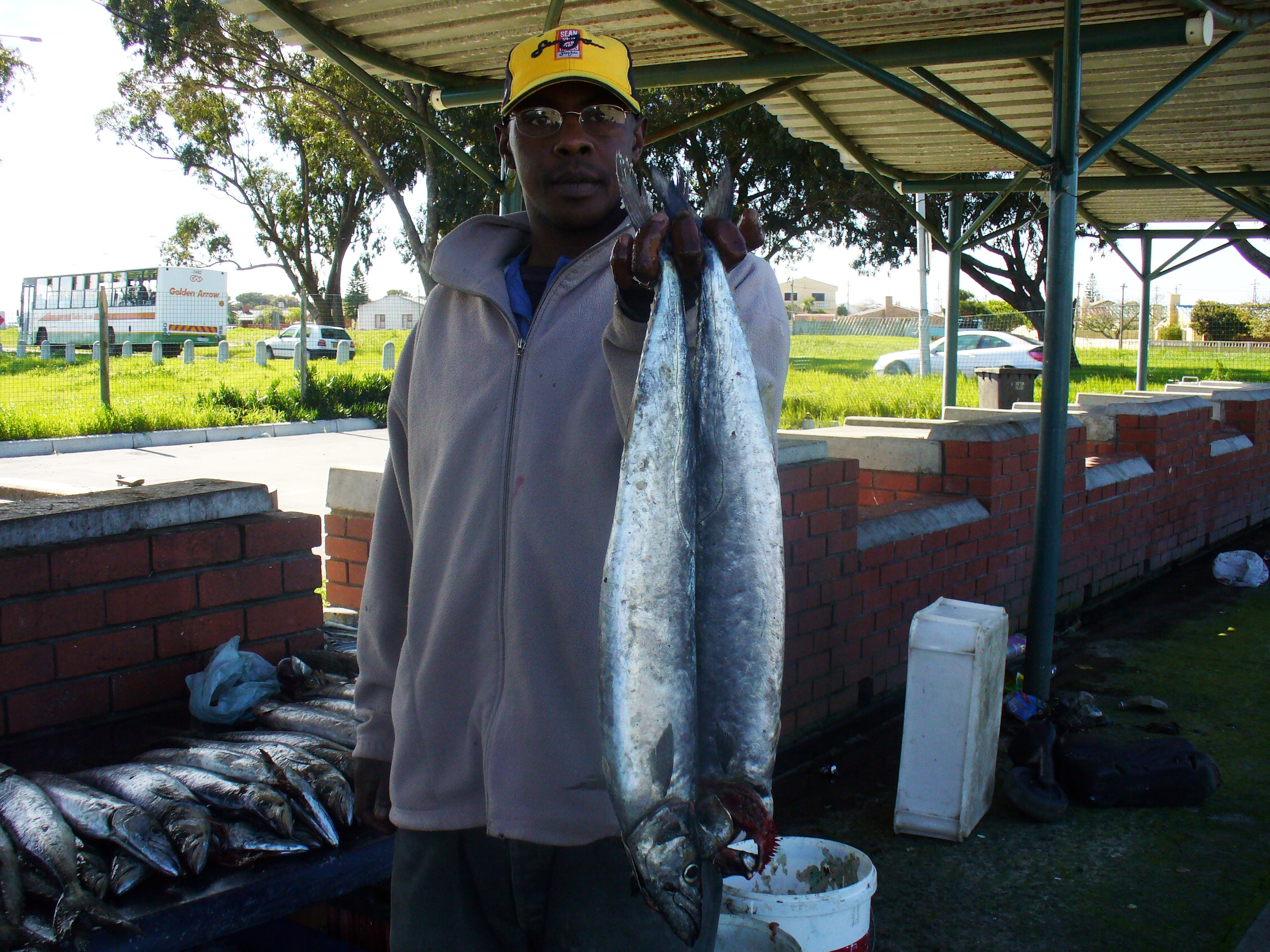
Sierras capturadas en Ciudad del Cabo.

La sierra, o snoek (Thyrsites atun), es un largo y delgado pez, perteneciente a la clase actinopterigios, que habita en los mares del hemisferio sur. 

## Descripción
Puede crecer hasta 2 m de largo y pesar hasta 12 kg . Posee una larga aleta dorsal la cual se asemeja con la del pez vela. Su coloración es gris azulado.
Se encuentra cerca de las plataformas continentales o alrededor de las islas y se alimenta de crustáceos, cefalópodos y peces pequeños (como anchoas y sardinas). Es mundialmente famoso por ser una excelente elección para practicar la pesca deportiva, específicamente en su modalidad de arrastre o pesca con mosca.

## Distribución

Área de distribución.

Es una especie pelágica, habita las costas del cono sur de Sudamérica, Sudáfrica y sur de Oceanía.
Prefiere temperaturas del agua del mar entre 13 ° y 15 °C.

## Consumo
Se comercializa fresco, ahumado, enlatado y congelado.